# Bartolomeo Mastri
Bartolomeo Mastri o Mastrio, latinizzato in Bartholomaeus Mastrius (Meldola, 7 dicembre 1602 – Meldola, 11 gennaio 1673) è stato un francescano, filosofo e teologo italiano.

## Biografia
Nato a Meldola, vicino a Forlì, nel 1602, da Alessandro, capitano e procuratore della Comunità e Isabella de Pochintesti, Bartolomeo Mastri era un frate minore conventuale. Ricevette la sua prima formazione a Cesena e conseguì i titoli accademici a Roma. Frequentò gli Studia dell'Ordine francescano a Bologna e Napoli, prima di assumere la carica di docente a Cesena, Perugia e Padova. Divenne membro della prestigiosa Accademia forlivese detta dei Filergiti. Morì a Meldola nel 1673.
Si distinse per una profonda conoscenza della filosofia e della teologia scolastica, e fu particolarmente versato negli scritti di Giovanni Duns Scoto. Tuttavia, egli fu uno studioso di mentalità aperta e indipendente. A Napoli si formò sotto la guida di Giuseppe da Trapani, uno dei più autorevoli e originali scotisti dell'epoca.
Iniziò la sua carriera di insegnante nel 1624, presso il convento di San Francesco del Prato (Parma). Dopo pochi mesi si trasferì a Bologna e successivamente a Roma. Qui, con altri compagni di studio (tra cui Bonaventura Belluto da Catania), trascorse un periodo intenso, arrivando a progettare un manuale di studio sistematico d'ispirazione scotista, da usarsi negli Studia dell'Ordine (Philosophiae ad mentem Scoti cursus integer).
Nel 1628, troviamo il Mastri a Cesena, in compagnia dell'amico Bonaventura Belluto. Sempre assieme, il Mastri e il Belluto si trasferiscono a Perugia nel 1631 e vi rimarranno fino al 1638. Durante la sua residenza perugina Mastri strinse amicizia con l'olivetano Secondo Lancellotti. Dopo Perugia, entrambi richiederanno di poter essere trasferiti allo Studium di Padova: qui troveranno forti resistenze in Matteo Ferchio, teologo, e Francesco Vaccari, filosofo, questi ultimi docenti presso l'ateneo patavino. Nel giro di tre mesi, il Mastri e il Belluto riusciranno a ottenere la reggenza, rimanendo a Padova per tre anni. Passati per Faenza, successivamente le strade dei due amici si divisero: il primo ritornò al paese nativo, il Belluto in Sicilia.

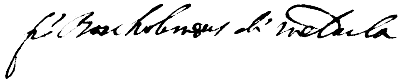
Bartolomeo Mastri: firma

Il cardinale Luigi Capponi, arcivescovo di Ravenna, lo volle con sé, come teologo privato (1642). Tale incarico ebbe forti benefici sul Mastri: il cardinale finanziò alcune sue opere (i due volumi della Metaphysica, la seconda edizione della Physica) e lo introdusse in una stretta cerchia di amicizie di alto valore culturale. Nel 1645, il Mastri si ritirò a Meldola.
Nel 1647, durante il Capitolo provinciale, egli venne scelto come Ministro, carica che manterrà per un triennio. Nel 1650 ritorna agli studi teologici. Tra il 1659 e il 1664, più volte si recò a Roma, dove ebbe modo di conoscere personalmente il pontefice Alessandro VII, a cui dedicò una delle sue opere (il secondo volume delle Disputationes theologicae).
Mancato di un soffio il generalato nel 1665, il Mastri si liberò da ogni incarico e si ritirò per sempre presso il convento di San Francesco a Meldola, dove rimase fino alla morte, sopraggiunta il giorno 11 gennaio 1673. Le sue spoglie sono conservate presso la chiesa di San Francesco dei frati minori conventuali, oggi Sant'Andrea.
Nelle controversie, aveva un tono duro e polemico con i suoi avversari. Memorabili rimangono le dispute con Matteo Ferchio e quelle con il francescano recolletto irlandese John Ponce.

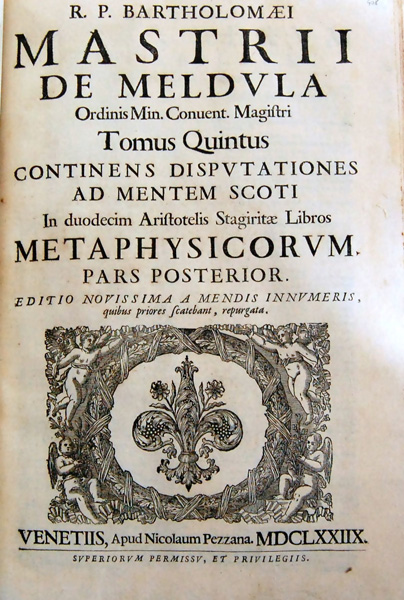
Frontespizio di un'opera

Sicuramente è stato uno degli scrittori più importanti del suo tempo, sia in campo filosofico che teologico. 
Possedeva un intelletto ben ordinato, arguibile dalla chiarezza e dalla precisione con cui espone l'oggetto della discussione; i suoi argomenti sono espressi in un linguaggio preciso e chiaro. Le numerose citazioni di autori antichi e a lui contemporanei, nonché la conoscenza di varie scuole di pensiero, testimoniano una formazione intellettuale molto ampia. Quasi tutte le sue opere sono state edite a Venezia.

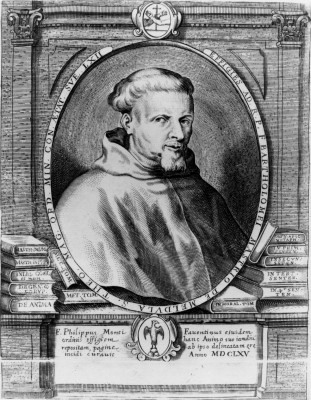
Bartolomeo Mastri raffigurato in un'incisione

## Opere
- Disputationes in octo libros Physicorum Aristotelis, typis Ludovici Grignani, Romae 1637.
- Disputationes in Organum Aristotelis, typis Marci Ginami, Venetiis 1639.
- Disputationes in libros De celo et Metheoris, typis Marci Ginami, Venetiis 1640.
- Disputationes in libros De generatione et corruptione, typis Marci Ginami, Venetiis 1640.
- Disputationes in Aristotelis Stagiritæ libros De anima, typis Marci Ginammi, Venetiis 1643.
- Disputationes in Aristotelis Stagiritæ libros Physicorum, typis Marci Ginammi, Venetiis 1644 (2ª ediz.).
- Institutiones logicæ, quas vulgo summulas, vel logicam parvam, nuncupant, typis Marci Ginammi, Venetiis 1646.
- Disputationes in Organum Aristotelis, typis Marci Ginammi, Venetiis 1646 (2ª ediz.).
- Disputationes in XII Aristotelis stagiritæ libros Metaphysicorum, 2 voll., typis Marci Ginammi, Venetiis 1646-47.
- Disputationes in libros De coelo et Metheoris, typis Marci Ginammi, Venetiis [1648ca.].
- Scotus et scotistæ Bellutus et Mastrius expurgati a probrosis querelis ferchianis, apud Franciscum Succium thypographum cameralem, Ferrariæ 1650.
- Disputationes in libros De generatione et corruptione, typis Marci Ginammi, Venetiis 1652.
- Disputationes theologicæ in primum librum Sententiarum, apud Iohannes Iacobum Hertz, Venetiis 1655.
- Disputationes theologicæ in secundum librum Sententiarum, apud Franciscum Stortum, Venetiis 1659.
- Disputationes theologicæ in tertium librum Sententiarum, apud Valvasensem, Venetiis 1661.
- Disputationes theologicæ in quartum librum Sententiarum, apud Valvasensem, Venetiis 1664.
- Theologia moralis ad mentem dd. Seraphici et Subtilis concinnata, apud Ioannem Iacobum Herz, Venetiis 1671.
- Disputationes in Aristotelis Stagiritæ libros De anima, sumptibus Francisci Brogiolli, Venetiis 1671 (2ª ediz.).

## Bibliografia

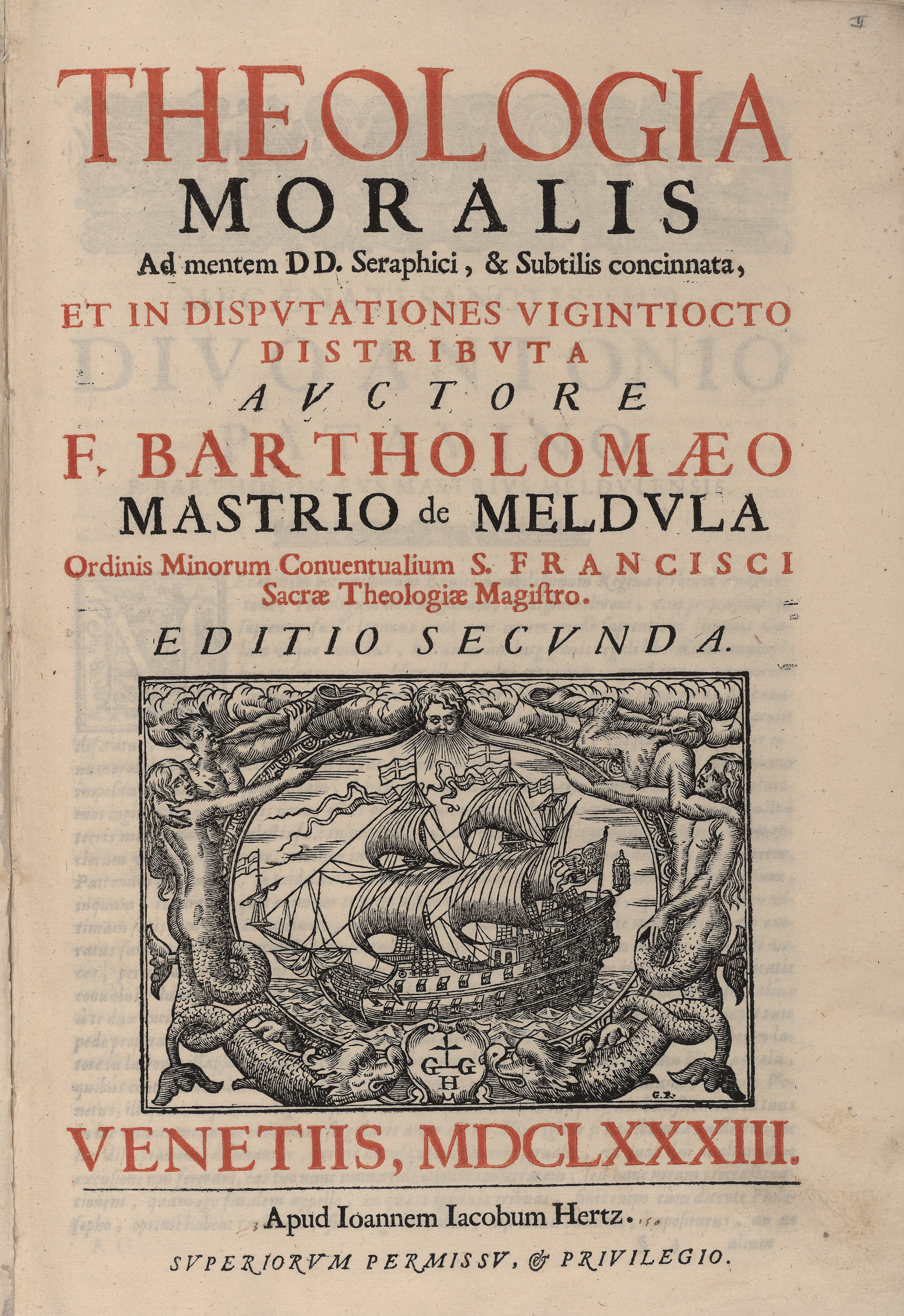
Theologia moralis, 1683

### Edizioni

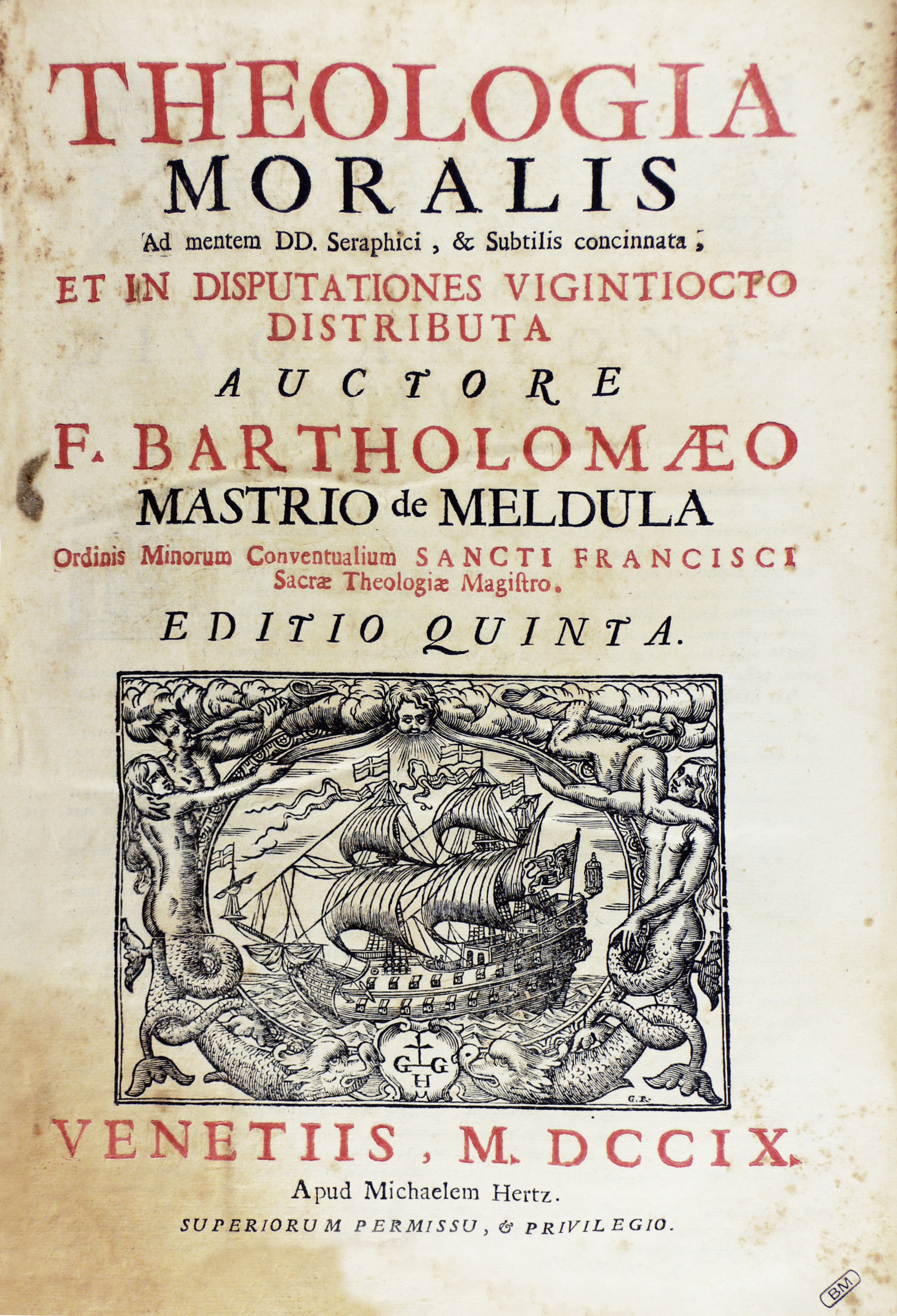
Theologia moralis, edizione del 1709 (Milano, Fondazione Mansutti).

- (LA) Bartolomeo Mastri, Philosophiae ad mentem Scoti, vol. 1, Venetiis, Nicolò Pezzana, 1708. URL consultato il 22 aprile 2015.
- (LA) Bartolomeo Mastri, Philosophiae ad mentem Scoti, vol. 2, Venetiis, Nicolò Pezzana, 1708. URL consultato il 22 aprile 2015.
- (LA) Bartolomeo Mastri, Philosophiae ad mentem Scoti, vol. 3, Venetiis, Nicolò Pezzana, 1708. URL consultato il 22 aprile 2015.
- (LA) Bartolomeo Mastri, Philosophiae ad mentem Scoti, vol. 4, Venetiis, Nicolò Pezzana, 1708. URL consultato il 22 aprile 2015.
- (LA) Bartolomeo Mastri, Theologia moralis, Venetiis, Giovanni Giacomo Hertz, 1683. URL consultato il 22 aprile 2015.

### Studi
- Bonaventure Crowley, The Life and Works of Bartholomew Mastrius, O.F.M. Conv. 1602-1673, in Franciscan Studies, vol. 8, n. 2, 1948,  pp. 97-152, JSTOR 41974294.
- Claus A. Andersen, Metaphysik im Barockscotismus. Untersuchungen zum Metaphysikwerk des Bartholomaeus Mastrius. Mit Dokumentation der Metaphysik in der scotistischen Tradition ca. 1620-1750. Benjamins (Bochumer Studien zur Philosophie 57): Amsterdam / Philadelphia 2016. ISBN 978-90-272-1467-6.
- Paolo Falzone, Bartolomeo Mastri, in Dizionario biografico degli italiani, vol. 72, Roma, Istituto dell'Enciclopedia Italiana, 2008. URL consultato il 31 luglio 2018.
- Marco Forlivesi, Scotistarum princeps. Bartolomeo Mastri (1602-1673) e il suo tempo, Centro Studi Antoniani, Padova 2002.
- Marco Forlivesi,  Bartolomeo Mastri da Meldola (1602-1673) "riformatore" dell'Accademia degli Imperfetti, Accademia degli Imperfetti, Meldola 2002. (PDF).
- Marco Forlivesi (a cura di), "Rem in seipsa cernere". Saggi sul pensiero filosofico di Bartolomeo Mastri (1602-1673), Il Poligrafo, Padova 2006.
- Daniel Heider, Universals in Second Scholasticism. A comparative study with focus on the theories of Francisco Suárez S.J. (1548-1617), João Poinsot O.P. (1589-1644) and Bartolomeo Mastri da Meldola O.F.M. Conv. (1602-1673)/Bonaventura Belluto O.F.M. Conv. (1600-1676), Philadelphia, John Benjamins, 2014.
- Tullio Faustino Ossanna, Bartolomeo Mastri (1602-1673) O.F.M. conv. Teologo dell'incarnazione, Miscellanea Francescana, Roma 2002.
- Paul Richard Blum e Olivier Boulnois, La métaphysique comme théologie naturelle: Bartolomeo Mastri, in Les Études philosophiques, n. 1, 2002,  pp. 31-47, JSTOR 20849450.
- Fondazione Mansutti, Quaderni di sicurtà. Documenti di storia dell'assicurazione, a cura di M. Bonomelli, schede bibliografiche di C. Di Battista, note critiche di F. Mansutti. Milano: Electa, 2011, p. 214.